# Тёмный сад
Тёмный сад (эст. Pimeaed) — старейший парк в исторической части Нарвы. Расположен на обрывистом берегу реки Нарова, на территории бывших бастионов Нарвской крепости, в частности «Пакс» и «Виктория». Границами парка служат улицы Пимеайа, Койдула, Садама, Йыэ.

## История
Парк заложен в XIX веке.
Название получил по близлежащим Тёмным воротам (узкий, сырой и грязный проход к валу). Ворота были снесены в 1875 году, но название осталось.
В 1853 году в парке воздвигнут памятник русским солдатам, павшим при штурме Нарвы в 1704 году.
В 1918 году в парке были похоронены защитники города-красноармейцы, в 1919 году их останки были перенесены на городское кладбище, однако в 1964 году возвращены на прежнее место.
В годы Великой Отечественной войны в казематах парка находили укрытие от бомбёжек и обстрелов мирные жители

## Достопримечательности
- Памятник солдатам русской армии, павшим при штурме Нарвы в 1704 году. По легенде крест памятника выкован из шведских клинков, захваченных как трофеи[5]
- Мемориал красноармейцам 1918 года (снесён в 2023 году).
- Памятник родившемуся в Нарве учёному-ботанику Альберту Юксипу (1886—1966).

## Галерея
|                                               |  |                                                     |  |                    |  |
| Монумент русским солдатам, павшим в 1704 году |  | Мемориал защитникам города-красноармейцам 1918 года |  | Памятник А. Юксипу |  |